# Квікборн (Дітмаршен)
Квікборн (нім. Quickborn) — громада в Німеччині, розташована в землі Шлезвіг-Гольштейн. Входить до складу району Дітмаршен. Складова частина об'єднання громад Бург-Занкт-Міхелісдонн.
Площа — 6,95 км2. Населення становить 174 ос. (станом на 31 грудня 2020).